# Lauren Platt
Lauren Nicole Platt, conosciuta semplicemente come Lauren Platt (Billericay, 7 ottobre 1997) è una cantante, attrice e conduttrice televisiva britannica nota per aver partecipato, nel 2014, alla undicesima edizione del talent show The X Factor, dove si è posizionata quarta, venendo eliminata durante le semi-finali. Successivamente ha iniziato a rilasciato l'album di debutto The Lauren Platt Collection per poi presentare, dal 2016, un talent show per bambini dal nome Got What It Takes?, che viene promosso dall'omonimo singolo della Platt ed un album contenente il brano ed altri inediti presenti nella colonna sonora.

## Biografia
Lauren Nicole Platt nasce a Billericay il 7 ottobre 1997, figlia di Bradley "Brad" Platt e Sasha Platt, ma ha vissuto per dieci anni in Spagna. Nel 2010 si è proposta per interpretare Louise Mitchell nella soap opera inglese EastEnders, perdendo però il ruolo, che viene assegnato Brittany Papple. Nel 2011 si è classificata seconda nel talent show locale The Essex Factor e nel 2012 è stata una concorrente della competizione musicale Open Mic UK. Essendo stata, anche durante il periodo di The X Factor, ancora una studentessa, si sta diplomando all'accademia The Billicay School, dove è rientrata in seguito alla sua eliminazione.
Suo padre ha affermato, riguardo alla sua audizione:
Ha un fratello, Lewis Platt, che oltre ad aver danzato durante le esibizioni di Lauren e ad apparire spesso nei suoi video ha anche partecipato, come membro della giovane compagnia di ballo Entity Allstars, al talent show Britain's Got Talent. La compagnia ha resistito fino alla serata finale, durante la quale si è classificata undicesima. Ha assistito allo show però soltanto Lauren, in quanto suo padre ha deciso di cederle il biglietto (alla finale di Britain's Got Talent si può portare esclusivamente un parente). Lo ha spinto a partecipare Simon Cowell, dopo averlo visto danzare dietro la sorella nella performance di How Will I Know di Whitney Houston. Ha anche un suo canale YouTube con più di 2.000 iscritti ed un profilo Twitter con oltre 5.000 seguaci.

### Canali YouTube
Lauren Platt ha aperto, il 31 marzo 2015, un canale YouTube che attualmente è seguito da quasi 400.000 utenti, su cui, oltre a caricare cover, in vendita o no, gira videodiari, esegue sfide in compagnia di altri youtuber, o semplicemente amici e parenti. Nei suoi video mostra anche i vestiti e le scarpe che ama indossare e il trucco che usa, categorizzati in base al luogo in cui ella deve andare. In base agli avvenimenti, registra anche vlog a tema festivo, un esempio è la serie a tema natalizio "VLOGMAS 2015", durata sette puntate, dal 1º dicembre 2015 al 11 dello stesso mese oppure il video di trucco dell'11 febbraio 2016 basato sulla ricorrenza di San Valentino. Ha collaborato con il canale "Joelle's World", di possedimento di Joelle, la sua migliore amica nel 2016 da sette anni, al video "Most Likely To FT. Joelles World | Lauren Platt", caricato il 18 marzo. Sul canale dell'amica è invece stato caricato "Q&A FT. Lauren Platt | Joelle'sWorld" , che risale al 1º febbraio e successivamente "ACCENT CHALLENGE | WITH LAUREN PLATT", del 24 marzo.
Gestisce anche un secondo canale, "LaurenPlattExtra", aperto il 26 gennaio 2016, dedicato esclusivamente ai "DAILY VLOGS", di cui il primo è stato caricato il 16 marzo dello stesso anno. Il profilo ha attualmente poco più di 300 iscritti ed il video più lungo e con più visualizzazioni è il secondo vlog, "REUNITED WITH MY BESTIE | DAILY VLOG", che ne conta oltre 900.

## Carriera

### 2014:The X Factor UK,l'accusa di Foxes eThe Lauren Platt Collection
Platt si è presentata nel 2014 alle "Room Auditions" del talent show britannico The X Factor con il brano I Know Where Have I Been di Queen Latifah, riscuotendo quattro sì. Alle "Arena Auditions" porta How Will I Know di Whitney Houston e alla fase dei "Boot Camp" invece Man in the Mirror di Michael Jackson, brano grazie al quale la cantante riesce ad accedere alle "Judges' Houses". Entrambi i video sul canale ufficiale del programma, nel 2015 raggiungono le due milioni di visualizzazioni.Qui la ragazza esegue Beneath Your Beautiful di Labrinth davanti al giudice Cheryl, che la sceglie tra le tre concorrenti della sua categoria per raggiungere i Live Show settimanali. Resistendo per nove lunghe settimane, dopo la seconda e la quarta, in cui vengono eliminate rispettivamente Stephanie Nala, Chloe Jasmine e Lola Saunders, rimane l'unica concorrente della categoria delle "Under Donne" della Fernandez-Versini, e alle semi-finali partecipa al ballottaggio. Eseguendo There You'll Be contro Andrea Faustini, i giudici Simon Cowell, Louis Walsh e Melanie Brown votano la sua eliminazione. In seguito ad essa è stato rivelato che se Cowell, come la Fernandez-Versini, avesse favorito il salvataggio di Lauren, richiedendo quindi la votazione del pubblico nel "deadlock", ella si sarebbe salvata. La Platt era già stata al ballottaggio, durante l'ottava settimana, precedente alle semi-finali, ma si era salvata grazie al "deadlock" avvenuto in seguito alla sua performance di I Know Where I Have Been. Attraverso il programma ha tra l'altro rilasciato come singoli ufficiali le cover in studio dei brani I'll Be There e Dark Horse, rispettivamente quarta e quinta settimana, che le hanno permesso di raggiungere notevoli posizioni nelle classifiche inglesi. I singoli faranno parte del suo primo album in studio uscito il 1º dicembre, The Lauren Platt Collection. L'album contiene tutte le versioni in studio delle sue performance a The X Factor, non comprendenti i ballottaggi e i brani delle selezioni, per un totale di undici tracce. La cover la ritrae su una poltrona o un divano, con l'aggiunta della scritta The Lauren Platt Collection in basso, all'altezza del collo. Il video ufficiale dell'esibizione di Let it Go del terzo live show, presente sul canale di The X Factor, conta attualmente più di tre milioni di visualizzazioni ed è il video più visto della cantante. Il brano raggiunge la prima posizione nelle classifiche britanniche.
Nel 2014 la cantante pop Foxes ha denunciato i produttori del talent show e Cheryl, affermando che la versione di Happy, hit di Pharrel Williams con la quale la Platt si è esibita durante la prima settimana dei Live Show, è stata da ella copiata. In effetti Foxes aveva eseguito il 4 marzo nella BBC Radio 1 una cover di Happy, in modo e con una base strumentale differente dall'originale, che sembra essere davvero simile, se non la stessa, a quella di The X Factor.

### 2015-in corso: Le cover e l'inizio della carriera televisiva
A inizio 2015 le viene proposto di prendere parte al tour annuale del talent show, affiancata da Ben Haenow, vincitore della stagione, Fleur East, seconda classificata, Andrea Faustini, terzo classificato, gli Stereo Kicks, quinti classificati, Stevi Ritchie, sesto classificato, gli Only the Young, settimi classificati e Jay James, ottavo classificato. Ha rivelato, alla fine di tutte le tappe, di essersi ammalata gravemente durante alcune di esse e di essere perfino stata ricoverata in ospedale. La notizia è stata seguita dall'annuncio di Lauren di aver ricevuto un'offerta dalla Sony Music per poterle fare firmare un contratto discografico, che lei ha accettato.
Il 9 aprile 2015 annuncia sul social network Twitter di aver realizzato diverse cover in studio e di essere intenta al pubblicare più presto possibile. La prima, che viene rilasciata ufficialmente il 24 aprile, è King dei Years & Years.
Il 19 agosto ne rivela una seconda, ancora ignota, seguita, nella settimana successiva, dall'annuncio di lei come presentatrice del nuovo talent show giovanile Got What It Takes?. La cantante ha infatti affermando di star accantonando, non del tutto però, la sua carriera musicale, per iniziarne una televisiva. Cheryl Fernandez-Versini ha detto, al riguardo, di essere molto fiera di lei.
Il 19 ottobre rende disponibile per l'ascolto su Instagram uno breve sneak peek della sua prossima cover, che sembra essere Young Blood di Bea Miller. Il singolo viene caricato sul suo canale YouTube l'8 novembre, video attualmente con più di 27.000 visualizzazioni ed il 20 dicembre viene reso disponibile su Spotify. Sei giorni dopo viene rilasciato ufficialmente anche su iTunes.
Il 25 dicembre viene caricata sul suo canale YouTube la cover di Pray, che il giorno successivo viene inserita su Spotify e il 2 gennaio viene messa in vendita su iTunes. Il videoclip che viene per essa realizzato ritrae principalmente pezzi di video della Platt durante il suo periodo a The X Factor, vlog e tratti delle riprese di altri suoi videoclip, tutto in bianco e nero. Si conclude con la famiglia della ragazza che la abbraccia in seguito alla sua audizione, essendo felice del risultato e dell'obbiettivo da lei raggiunto. Si credeva che le cover fino ad allora pubblicate sarebbero state incluse in un secondo album in studio dal titolo Lauren previsto per il 30 dicembre ma la notizia è stata dopo pochi giorni smentita.
Il 30 dicembre rilascia il singolo inedito Got What It Takes?, che viene inserito, insieme ad altri inediti della cantante, nella colonna sonora dell'omonimo programma e in esso usato come sigla, venendo promozionato da un video musicale caricato sul canale YouTube della CBBC. La sesta puntata dello show raggiunge la prima posizione nelle classifiche iPlayer, battendo il record di tutta la stagione, come da lei rivelato grazie ad un post su Facebook.
Il 3 marzo carica sul suo canale YouTube la cover del brano Love Yourself di Justin Bieber.

## Vita privata
Durante la sua permanenza a The X Factor i media vociferavano su una relazione sentimentale tra lei e uno dei membri del gruppo Only The Young, classificatosi settimo. La ragazza ha detto si sentirsi da questi rumor frustrata, affermando che ormai tutti pensino che una ragazza non possa essere migliore amica di un ragazzo, paragonando il loro rapporto a quello suo con Fleur East. Purché lei la continuasse a smentire in diverse interviste e lo facessero anche altri compagni di viaggio della The X Factor House, i due sono stati avvistati a baciarsi e frequentarsi in pubblico: la cantante ha successivamente infatti rivelato di aver avuto un breve flirt con l'amico, iniziata a gennaio 2015, in seguito alla sua dimissione dall'ospedale nel quale era stata ricoverata e conclusa durante il The X Factor Live Tour, al quale aveva precedentemente rivelato di non partecipare.
Lauren Platt ha reso tra l'altro noto il fatto di essersi legata sentimentalmente anche al membro degli One Direction Niall Horan, avendolo conosciuto in seguito ad un tweet su una sua performance. Lo stesso ha confermato il cantante, che ha detto anche che avrebbe apprezzato molto se lei avesse vinto il talent show, riconoscendo però anche la bravura degli altri concorrenti.

## Discografia

### Album in studio
- 2014 - The Lauren Platt Collection
- 2016 - Got What It Takes? (Original Soundtrack)

### Singoli
- 2014 - I'll Be There
- 2014 - Dark Horse
- 2015 - King
- 2015 - Young Blood
- 2015 - Pray
- 2015 - Got What It Takes?

## Televisione
- 2016 - Got What It Takes?

## Tour
- 2015 - The X Factor Live Tour